# 全国地区対抗戦
全国地区対抗戦（ぜんこくちくたいこうせん）は、かつてオートレースで開催されていたGI競走の1つである。

## 沿革
平成になって新設された特別企画競走で、第1回は1989年12月に開催された。一定期間における、各地区A級･B級･C級の成績上位選手が選抜され出場する。
特色として、通常の競走と同様の個人対抗のみではなく、各レース場の参加選手の成績による地区対抗戦も行われた点である。また、通常の特別競走（後のSG競走）とは異なり、各ランクの上位選手による優勝戦が行われるため、特徴的な番組編成が売り物であった。
1995年のグレード制導入の際にGIとなり（同じく特別企画競走であったスーパースター王座決定戦はSGになった。因みに、現行のGIはかつては甲種記念競走、GIIは乙種記念競走と分類されていた）、記念競走として扱われることになった。更に、1997年にはそれまでの最大の特徴であった『各ランクの上位選手による優勝戦』が改められ、A級選抜戦と新鋭選抜戦（デビュー10年未満の選手で、A級選抜戦に選出されなかった選手が選抜される）へと変更された。これは、同時期に新設されたSG競走「東西チャンピオンカップ」との一本化が計画されていたからとも言われるが、詳細は定かではない。しかし、2001年に行われた競走制度改革に伴い、東西チャンピオンカップ共々廃止された。

## 過去のA級選抜戦優勝者
| 回 | 開催日        | 開催場               | 優勝選手 | 地区優勝 | 競走タイム | 競走車呼名    | 競走車車種 |
| -- | ------------- | -------------------- | -------- | -------- | ---------- | ------------- | ---------- |
| 1  | 1989年12月5日 | 飯塚オートレース場   | 島田信廣 | 飯塚     |            | ウォリアーズ  | フジ       |
| 2  | 1990年9月17日 | 浜松オートレース場   | 田代祐一 | 浜松     |            | モンスター    | フジ       |
| 3  | 1991年9月17日 | 山陽オートレース場   | 片平巧   | 山陽     |            | クランツ      | フジ       |
| 4  | 1992年10月5日 | 伊勢崎オートレース場 | 鈴木和彦 | 船橋     |            | エスランナー  | フジ       |
| 5  | 1993年9月2日  | 船橋オートレース場   | 島田信廣 | 船橋     |            | ウォリアーズ  | フジ       |
| 6  | 1994年9月7日  | 川口オートレース場   | 片平巧   | 船橋     |            | キブロワイト  | セア       |
| 7  | 1995年9月27日 | 浜松オートレース場   | 岡松忠   | 山陽     | 3.412      | RS･モナーク   | セア       |
| 8  | 1996年9月25日 | 飯塚オートレース場   | 片平巧   | 船橋     | 3.386      | キブロワイト  | セア       |
| 9  | 1997年9月24日 | 山陽オートレース場   | 片平巧   | 船橋     | 3.363      | キブロワイト  | セア       |
| 10 | 1998年9月27日 | 伊勢崎オートレース場 | 島田信廣 | 船橋     | 3.590      | ウォリアーズ  | セア       |
| 11 | 1999年9月1日  | 船橋オートレース場   | 片平巧   |          | 3.365      | キブロワイト5 | セア       |
| 12 | 2000年9月7日  | 川口オートレース場   | 別府敬剛 |          | 3.390      | パワード      | セア       |

※地区優勝は第10回以降廃止された。

## 過去のB級選抜戦優勝者
| 回 | 開催日        | 開催場               | 優勝選手   | 競走タイム | 競走車呼名     | 競走車車種 |
| -- | ------------- | -------------------- | ---------- | ---------- | -------------- | ---------- |
| 1  | 1989年12月5日 | 飯塚オートレース場   | 吉田光     |            | オーファントム | フジ       |
| 2  | 1990年9月17日 | 浜松オートレース場   | 中村豊司朗 |            | スプリーム     | フジ       |
| 3  | 1991年9月17日 | 山陽オートレース場   | 福田義久   |            | メルローズ     | フジ       |
| 4  | 1992年10月5日 | 伊勢崎オートレース場 | 廣瀬豪彦   |            |                |            |
| 5  | 1993年9月2日  | 船橋オートレース場   | 伊藤幸人   |            |                |            |
| 6  | 1994年9月7日  | 川口オートレース場   | 佐々木敏夫 |            |                |            |
| 7  | 1995年9月27日 | 浜松オートレース場   | 影山伸     | 3.418      | ウォーズマン   | セア       |
| 8  | 1996年9月25日 | 飯塚オートレース場   | 増田伸一   | 3.441      | アラシ         | セア       |

## 過去のC級選抜戦優勝者
| 回 | 開催日        | 開催場               | 優勝選手 | 競走タイム | 競走車呼名    | 競走車車種 |
| -- | ------------- | -------------------- | -------- | ---------- | ------------- | ---------- |
| 1  | 1989年12月5日 | 飯塚オートレース場   | 矢内昌木 |            | オーダイジュ  | キョクトー |
| 2  | 1990年9月17日 | 浜松オートレース場   | 田中悦郎 |            | アトム        | メグロ     |
| 3  | 1991年9月17日 | 山陽オートレース場   | 広沢正幸 |            | サングラール  | フジ       |
| 4  | 1992年10月5日 | 伊勢崎オートレース場 | 溝田政典 |            |               |            |
| 5  | 1993年9月2日  | 船橋オートレース場   | 藤田輝政 |            |               |            |
| 6  | 1994年9月7日  | 川口オートレース場   | 愛甲碩司 |            |               | セア       |
| 7  | 1995年9月27日 | 浜松オートレース場   | 香下三男 | 3.442      | SK･ミツオー   | セア       |
| 8  | 1996年9月25日 | 飯塚オートレース場   | 杉本雅彦 | 3.452      | ウイリアムズ2 | セア       |

## 過去の新鋭選抜戦優勝者
| 回 | 開催日        | 開催場               | 優勝選手 | 競走タイム | 競走車呼名   |
| -- | ------------- | -------------------- | -------- | ---------- | ------------ |
| 1  | 1997年9月24日 | 山陽オートレース場   | 佐々木啓 | 3.407      | ルパン2セイ  |
| 2  | 1998年9月27日 | 伊勢崎オートレース場 | 佐々木啓 | 3.588      | ルパン       |
| 3  | 1999年9月1日  | 船橋オートレース場   | 五所淳   | 3.400      | オード･ビー  |
| 4  | 2000年9月7日  | 川口オートレース場   | 谷島俊行 | 3.507      | ジークジオン |

## エピソード
- 1991年の第3回C級優勝戦は、6枠8番車の石川巌選手が欠車となったため、6枠7番車の戸山高一選手が友引欠車の対象となり出走除外になった。
- 1999年の第3回新鋭選抜優勝戦では、2番車の五所淳選手と6番車の片岡賢児選手、3番車の金岡直樹選手がフライング（不正スタート）を犯した。因みに、1レースで同一選手が2回連続でフライングを切るとその選手が欠車となるが、複数の選手が4回フライングを犯した時点で当該レースは不成立となる。